# کورت شمید
کورت شمید (انگلیسی: Kurt Schmid; ۱۱ فوریهٔ ۱۹۳۲ – ) قایقران روئینگ اهل سوئیس بود.
وی در مسابقات کشوری و بین‌المللی در مجموع برندهٔ ۱ مدال طلا، ۲ مدال برنز شده‌است.